# Soiuz T-2
Soiuz T-2 (rus: Союз T-2, Unió T-2) va ser un vol espacial tripulat de la Unió Soviètica en 1980 a l'estació espacial Saliut 6. Va ser la 12a missió i el desè acoblament amb èxit a l'estructura orbitadora. La tripulació de la Soiuz T-2 va ser la segona en visitar la tripulació resident de llarga duració de la Soiuz 35.
Soiuz T-2 va transportar Iuri Màlixev i Vladímir Aksiónov a l'espai. Fou una missió que va durar quatre dies amb el propòsit de realitzar una prova tripulada de la nova nau espacial Soiuz-T.

## Tripulació
| Posició         | Tripulació                                          | Tripulació                                          |
| --------------- | --------------------------------------------------- | --------------------------------------------------- |
| Comandant       | Iuri Màlixev Primer vol espacial Unió Soviètica     | Iuri Màlixev Primer vol espacial Unió Soviètica     |
| Enginyer de vol | Vladímir Aksiónov Segon vol espacial Unió Soviètica | Vladímir Aksiónov Segon vol espacial Unió Soviètica |

### Tripulació de reserva
| Posició         | Tripulació                  | Tripulació                  |
| --------------- | --------------------------- | --------------------------- |
| Comandant       | Leonid Kizim Unió Soviètica | Leonid Kizim Unió Soviètica |
| Enginyer de vol | Oleg Màkarov Unió Soviètica | Oleg Màkarov Unió Soviètica |